# Rita de Santis
Pour les articles homonymes, voir De Santis.
Rita Lucia Casanova de Santis, née le 29 mai 1954 à Palmoli en Italie, est une femme politique québécoise et avocate de formation. 
Elle a été députée de la circonscription de Bourassa-Sauvé à l'Assemblée nationale du Québec sous la bannière du Parti libéral du Québec de 2012 à 2018. Elle a également occupé le poste de ministre responsable de l'Accès à l'information et de la Réforme des Institutions démocratiques de 2016 à 2017.  

## Biographie
À l'âge de 4 ans, elle accoste en Nouvelle-Écosse, plus précisément à Halifax, avec ses parents et son frère, sur un bateau nommé Vulcania, en provenance d’Italie. À son arrivée, la famille s'installe à Montréal.
Mme de Santis a fait ses études secondaires à la Lasalle Catholic High School, et ses études collégiales, au Loyola College, à Montréal. Elle a obtenu un baccalauréat en biochimie (Honours program, Université McGill, 1976), en plus d’avoir fait une année d’études doctorales en biochimie (Université de Toronto, 1977). En 1980, elle a obtenu un baccalauréat en droit, de l’Université McGill. Elle a passé ses examens du Barreau du Québec et a été assermentée le 11 novembre 1981.
Elle est, de 1989 à 2012, associée au sein du grand cabinet d’avocat Davies, Ward, Phillips et Vineberg de Montréal dans les domaines de pratique du développement immobilier, du financement des entreprises et des acquisitions à l’échelle nationale et internationale. Elle a été reconnue pour son travail professionnel par The Best Lawyers in Canada, le Canadian Legal Lexpert Directory et Martindale-Hubbell[source insuffisante].
Madame de Santis a été membre de plusieurs conseils d'administration: la Banque de développement du Canada, Investissement Québec, l'Université Concordia, le Centre hospitalier St-Mary. Elle a reçu plusieurs prix et reconnaissances. En 2009 par exemple, le Réseau des femmes exécutives l'inscrit au palmarès des 100 Canadiennes les plus influentes.
Élue députée de Bourassa-Sauvé lors des élections générales québécoises du 4 septembre 2012, Madame de Santis est membre de l’Assemblée nationale du Québec au sein de l’opposition officielle pour le Parti libéral du Québec. Elle est porte-parole de l’opposition officielle en matière de droits de la personne et de la jeunesse et d’accès à l’information. Elle est réélue députée de Bourassa-Sauvé le 7 avril 2014 et occupe le poste d'adjointe parlementaire du ministre responsable de l’Administration gouvernementale et de la Révision permanente des programmes (volet gouvernement ouvert et transparent). Elle est à ce moment également membre de la Commission des finances publiques et de la Commission de l'administration publique. Du 28 janvier 2016 au 11 octobre 2017, elle rejoint le conseil des ministres à titre de ministre responsable de l'Accès à l'information et de la Réforme des institutions démocratiques,. Le 23 novembre 2017, elle obtient un mandat du premier ministre Philippe Couillard, soit celui de veiller à l’amélioration de la représentativité des minorités, visibles et culturelles, au sein de la haute fonction publique. Elle ne se représente pas aux élections générales québécoises de 2018. 
Elle est mariée à Jean-Marcel de Magistris et mère de trois enfants.

## Vie professionnelle

### Pratique du droit
De 1981 à 2012, elle pratique le droit au cabinet Davies Phillips Ward & Vineberg (autrefois Phillips & Vineberg) . En février 1989, elle est devenue l'une des premières femmes associées du cabinet d'avocat. Elle a travaillé dans les domaines du développement immobilier, du financement des entreprises et des acquisitions à l’échelle nationale et internationale, se spécialisant dans les fusions et les acquisitions, le droit immobilier et le financement de projets.

### Conseils d'administration
Rita Lc de Santis a siégé au sein de plusieurs conseils d’administration, avant de faire le saut en politique active :
- Gouverneure, Vice-Présidente du Conseil et Présidente du Comité de la Gouvernance et de l’Éthique de l’Université Concordia[14]
- Vice-présidente du Conseil et présidente du Comité de la Gouvernance et de l’Éthique du Centre Hospitalier St. Mary’s[15].

- Membre du Comité consultatif de la Faculté de droit de l’Université McGill[16]
- Présidente de la campagne de dotation des bourses de la Canadian Italian Business and Professional Association (CIBPA) (de 2001 à 2011, où 1,3 million de dollars ont été amassés pour des bourses d’études pour des étudiants du premier, deuxième et troisième cycles)[17]

- Membre du Conseil d’administration d’Investissement Québec[16]

- Membre du Conseil d’administration du Centre communautaire de la Petite-Italie[16]
- Membre du Conseil d'administration du Fonds Ville-Marie (Montréal Relève)[18]

- Membre du Conseil d’administration de la Casa d’Italia[19]

- Membre du Conseil d’administration de l’Association des hôpitaux de la province de Québec[16]

- Membre du Conseil d’administration de la Chambre de commerce du Montréal métropolitain

- Membre du Conseil d’administration de la Chambre de commerce italienne au Canada[16]

- Présidente du Advisory Board to the John Molson School of Business[16]

- Membre du Conseil d’administration, Présidente du Comité des ressources humaines et membre du Comité exécutif de la Banque de développement du Canada[16]

- Membre du Comité consultatif des Communications d'Hydro-Québec[16]

## Vie politique
Au début de la vingtaine, Rita Lc de Santis a commencé à s’impliquer en politique au sein du Parti libéral du Québec et a participé aux campagnes référendaires. Elle a été responsable de communautés ethniques du Comité du NON lors du référendum du 20 mai 1980 et du 30 octobre 1995.

### Responsable des communautés ethniques

#### Participation aux campagnes référendaires
- Référendum sur le « Projet de souveraineté-association pour le Québec »[20] en 1980.  Le 14 mai 1980, lors du rassemblement pour le NON au Centre Paul-Sauvé à Montréal, Rita Lc de Santis a été mentionnée par le premier ministre du Canada, le très honorable Pierre-Elliot Trudeau[21]

- Référendum sur l’« Accord constitutionnel de Charlottetown »[20] en 1992.

- Référendum sur l’« Accord du Québec à la souveraineté »[20] en 1995.

### Activités/Responsabilité au PLQ
- Vice-présidente du P.L.Q.

- Présidente de la Commission des groupes ethniques du P.L.Q.

- Coprésidente du Congrès des membres du P.L.Q. sur le Rapport Allaire en 1991.

## Dérapage
Le 19 mai 2016, la ministre responsable de la Réforme des institutions démocratiques, lors d'un discours prononcé au Rendez-vous de Montréal-Nord/Priorité jeunesse, a suggéré alors qu'elle racontait son expérience d'immigrante, qu'une personne qui tiendrait des propos racistes à un enfant devrait être «tuée, massacrée, jetée, je ne sais pas où».
Puis elle a expliqué qu'en 6e année, sa maîtresse lui avait dit : «ma chérie, tu ne vas jamais réussir dans la vie, tu parles avec un accent italien. Alors oublie-le». « Je suis toujours très émotive, mais voilà, j'ai dit des choses que je n'aurais jamais dû dire, mais ce n'est pas une expérience que je veux pour les enfants. Les enfants, on ne doit jamais leur dire que tu ne vas jamais réussir ».

## Vie parlementaire

### Élection provinciale de 2012
Lors de l’élection provinciale du 4 septembre 2012, Rita Lc de Santis a été élue députée de la circonscription de Bourassa-Sauvé sous la bannière du Parti libéral du Québec.
Pendant son mandat, Rita Lc de Santis a été :
- Membre de la Commission des institutions du 17 septembre 2013 au 5 mars 2014[7].

- Membre de la Section du Québec de la Confédération parlementaire des Amériques (COPA) du 6 décembre 2012 au 5 mars 2014[7].

- Membre de la Délégation de l'Assemblée nationale pour les relations avec les États-Unis (DANREU) du 6 décembre 2012 au 5 mars 2014[7].

- Membre de la Délégation de l'Assemblée nationale pour les relations avec les institutions européennes (DANRIE) du 6 décembre 2012 au 5 mars 2014[7].

- Membre de la Commission parlementaire de la santé et des services sociaux du 6 novembre 2012 au 17 septembre 2013[7].

### Élection provinciale de 2014
Aux élections générales du 7 avril 2014, Rita Lc de Santis a été réélue députée de la circonscription de Bourassa-Sauvé avec une majorité de 12 259 votes. Elle devient l’élue à remporter une élection au niveau provincial avec la plus forte majorité de votes dans l’histoire du comté de Bourassa-Sauvé.
Étant membre du gouvernement du Québec actuel, elle devient l’adjointe parlementaire du ministre responsable de l’Administration gouvernementale et de la Révision permanente des programmes (volet gouvernement ouvert et transparent), M. Martin Coiteux, le 23 avril 2014. Du 28 janvier 2016 au 11 octobre 2017, Rita Lc de Santis est ministre responsable de l'Accès à l'information et de la Réforme des institutions démocratiques. Deux mois plus tard, elle obtient du premier ministre le mandat de veiller à une plus grande représentation des minorités culturelles dans la haute fonction publique.
Pendant son mandat, Rita Lc de Santis a été :
- Membre de la Section du Québec de l'Association parlementaire du Commonwealth (APC) depuis le 20 juin 2014[7].
- Membre de la Délégation de l’Assemblée nationale pour les relations avec la Catalogne (DANRC) depuis le 20 juin 2014[7].
- Membre de la Délégation de l’Assemblée nationale pour les relations avec les institutions européennes (DANRIE) depuis le 20 juin 2014[7].
- Membre de la Section du Québec de l'Association parlementaire Nouveau-Brunswick–Québec (APNBQ) depuis le 20 juin 2014[7].
- Représentante de la Section du Québec au Réseau des femmes parlementaires des Amériques et membre du Comité exécutif du Réseau depuis le 18 juin 2014[7].
- Membre de la Commission de l'administration publique depuis le 2 juin 2014[7].
- Membre de la Commission des finances publiques depuis le 2 juin 2014[7].

Elle décide de ne pas se présenter aux élections générales de 2018 pour s'occuper de ses parents vieillissants,. 

## Récompenses et prix

### Communauté juridique
- Reconnue comme une des meilleures praticiennes dans le domaine du Droit de la finance dans The Best Lawyers in Canada[26].
- Recommandée à plusieurs reprises dans le Canadian Legal Lexpert Directory comme une des meilleures praticiennes dans les domaines du développement immobilier et du marché corporatif[27].
- A obtenu une des meilleures performances selon Martindale-Hubbell[28].

### Communauté italienne
- Présidente d’honneur du 28e Bal des Gouverneurs de la Fondation Communautaire Canadienne-Italienne grâce auquel 205 000 $ ont été recueillis en faveur de la Fondation et de sa mission, dont 40 000 $ pour des bourses d’études[16].

- Nommée Personnalité de l’année 2011 de la CIBPA (Canadian Italian Business and Professional Association)[16].
- Membre émérite de la CIBPA (Canadian Italian Business and Professional Association), 4 décembre 2007[16].

### Autres
- Nommée comme une des 100 femmes les plus influentes du Canada en 2009 par le Réseau des femmes exécutives du Canada[29].
- Récipiendaire d’un prix de membership honoraire à vie de l’Association des anciens de l’Université Concordia[16].
- Gouverneur émérite de l’Université Concordia[16].